# Béla Abody
 Béla Abody (n. 14 iunie 1931, Budapesta-d. 17 august 1990, Budapesta), a fost un scriitor, critic literar, traducător, redactor maghiar.

## Opere literare
- "Az opera fellegvárai", 1963
- "Emlékezetem pályája", 1981
- "Emlékezetem pályája I-II", 1987
- "Félidõ (borító nélkül)", 1973
- "Fondorlatok", 1988
- "Jó utat, fiatalok!", 1978
- "Kesztyũs kézzel", 1982
- "Mindent bele! - Humoreszkek és szatírikus írások", 1970
- "Negyedik negyed", 1981
- "Nyomozás", 1970
- "Párbeszéd a szenttel", 1960
- "Saulus vagy Paulus?", 1968
- "Szervusztok", 1985
- "Tündöklések, bukások", 1983
- "Úton, útfélen", 1976